# محمود انصاری
امیرلشکر محمود خان انصاری ملقب به محمود جوین (حدود ۱۲۵۰انجیره هرمزگان  - ۱۳۴۰ خورشیدی) نظامی و دولتمرد دوره قاجار بود. 
پدرش امیرتومان محبعلی خان از افسران عالیرتبه قزاقخانه بود. در مدرسه حربیه استانبول درس خواند و با درجه ستوانی وارد ارتش عثمانی شد و ظرف پانزده سال به درجه سرتیپی رسید. در زمان جنگ جهانی اول از ارتش عثمانی خارج شد و به نجف و کربلا رفت و به تحصیل علوم دینی پرداخت. پس از چند سال به ایران بازگشت و در سال ۱۲۹۸ خورشیدی در قزاقخانه با درجه سرتیپی استخدام شد.
پس از سقوط کابینه سید ضیاءالدین طباطبایی در چهارم خرداد ۱۳۰۰ به حکومت اصفهان رسید. پس از مدت کوتاهی به تهران بازگشت و به دستور سردارسپه وزیر جنگ که حکومت نظامی در کشور برقرار کرده بود، حاکم نظامی تهران شد. در چهاردهم دی همان سال، یکی از هفت افسری بود که به خواست سردار سپه، از احمد شاه درجه امیرلشکری، بالاترین درجه قشون را گرفت. 
محمودخان امیرلشکر رابط وزارت جنگ با مجلس شورای ملی بود. پس از آنکه سردار سپه نخست وزیر شد، محمودخان را مدتی رئیس نظمیه (شهربانی) کرد اما پس از مدتی جایش را به سرهنگ محمدخان درگاهی داد و او را برای بدرقه احمد شاه تا مرز خانقین فرستاد. احمدشاه نیز به او لقب امیراقتدار داد.
سردارسپه امیراقتدار را به دولت برد و در ۲۶ فروردین ۱۳۰۳ به عنوان وزیر پست و تلگراف به مجلس معرفی کرد و هشتم شهریور آن سال در ترمیم کابینه‌اش، وزارت داخله را به او سپرد. در سفر جنگی سردار سپه به خوزستان برای سرکوب شیخ خزعل در سیزدهم آبان ۱۳۰۳ امیراقتدار او را همراهی کرد. 
امیر اقتدار در وزرات داخله دست به اصلاحاتی زد و سردار معزز بجنوردی را به حکومت بجنورد، جوین و شیروان گماشت. سردار معزز سر ناسازگاری با بعضی از سران حکومت در خراسان از جمله سرتیپ جان‌محمدخان یا به قول ملک‌الشعرای بهار فرعون خراسان گذاشت. او نیز با همکاری تعدادی از ناراضیان اخراجی وزارت داخله، نامه‌ای به احمدشاه با امضای سردار معزز جعل کرد که در آن از شاه خواسته شده بود به ایران برگردد. در همین نامه ذکر شده بود که امیراقتدار وزیر داخله پشتیبان ماست. این نامه به سفارت ایران در پاریس فرستاده شد تا به دست احمد شاه برسد اما عوامل سردار سپه در سفارت فرانسه نامه را برای او فرستادند و سردار سپه پس از خواندن نامه دستور برکناری امیراقتدار را داد. همان روز او را در قلعه بیگی تهران حبس کردند تا اینکه سرانجام بیگناهی‌اش ثابت و آزاد شد اما دیگر با رضاخان همکاری نکرد. 
محمود انصاری سه دختر و پنج پسر داشت: سرتیپ صفرعلی انصاری (رئیس انبار تسلیحات پارچین)، سرلشکر ولی انصاری (وزیر راه در دوران محمدرضا شاه)، سرهنگ نصرت‌الله انصاری، مهندس اسماعیل انصاری (نماینده خوزستان در مجلس شورای ملی) و مهندس جمشید.